# Klavírka
Klavírka je zaniklá usedlost v Praze 5-Smíchově, která stála na rohu ulic Na Václavce a U Mrázovky.

## Historie
Malá usedlost na půdorysu písmene L stála západně od Václavky. Nejstarší záznam o její existenci je z roku 1784. Roku 1840 byla v majetku rodiny Doubků, koncem 19. století ji vlastnil Edvard rytíř Doubek, majitel několika sousedních usedlostí.
Etymologie
Název patrně souvisí s „klavírem“ - nástrojem, který používali soukeníci a postřihovači. Jednalo se o železné hřeby k natahování sukna.
Zánik
Usedlost zanikla na přelomu 19. a 20. století, její číslo popisné převzala nová vila s názvem Na Klavírce.